# Sign Music
『Sign Music』（サイン ミュージック）は、2012年2月22日にavex traxより発売された島谷ひとみの3作目のカバー・コンセプト・アルバム。

## 解説
日本の童謡や唱歌、民謡をカバーした、3作目のカバー・コンセプト・アルバム。アルバムタイトルの「Sign Music」は、「聴くことで昔の記憶がよみがえる音楽」という意味で名付けられた。
島谷は、2009年10月17日に広島県廿日市市宮島・厳島神社で行われたデビュー10周年記念スペシャルライブ『10th Anniversary Special Live CROSS OVER at 厳島神社』で、「朧月夜」「この道」「音戸の舟唄」を初披露。その後、数度のライブや『Premium meets Premium 2011』でも「故郷」などの童謡・唱歌をジャズやボサノヴァをベースにしたアレンジで披露し、音源化を求める声が寄せられたことから本作が実現した。
全曲のプロデュース、アレンジ、ピアノ演奏等をJazztronikこと野崎良太が務め、Port of Notesの小島大介（Guitar）、鳥越啓介（Wood Bass）、天倉正敬（Drums）などのミュージシャンもレコーディングに参加した。
初回生産限定盤（CD + LIVE DVD + LIVE CD）は三方背くるみブックケース仕様で、2011年（平成23年）8月2日に浜離宮朝日ホールで行われたライブ『Premium meets Premium 2011』を収録したDVDおよびLIVE CD『CROSSOVER V -Premium meets Premium 2011-』が同梱されている。なお、LIVE DVDにはドキュメンタリー映像は収録されておらず、LIVE CDには「キラキラ」と「うれしいこと」が未収録となっている。
通常盤（CDのみ）には、ボーナス・トラックとして島谷の故郷・広島県呉市音戸町に伝わる日本三大舟唄の一つとされる民謡「音戸の舟唄」を収録。
本作のジャケット、ブックレット等アートワーク撮影は音戸町で行われた。 

## 収録曲

### CD
- プロデュース、全編曲：野崎良太（Jazztronik）

1. 故郷
作詞：高野辰之 / 作曲：岡野貞一
2. 蘇州夜曲
作詞：西條八十 / 作曲：服部良一
3. 朧月夜
作詞：高野辰之 / 作曲：岡野貞一
4. シャボン玉
作詞：野口雨情 / 作曲：中山晋平
5. 早春賦
作詞：吉丸一昌 / 作曲：中田章
6. 夏の思い出
作詞：江間章子 / 作曲：中田喜直
7. 赤とんぼ
作詞：三木露風 / 作曲：山田耕筰
8. ペチカ
作詞：北原白秋 / 作曲：山田耕筰
9. おかあさん
作詞：田中ナナ / 作曲：中田喜直
10. この道
作詞：北原白秋 / 作曲：山田耕筰

Bonus Track
1. 音戸の舟唄
作詞・作曲：広島県民謡（作詞・作曲者ともに不詳）
通常盤（CDのみ）収録のボーナス・トラック。

### LIVE DVD
CROSSOVER V -Premium meets Premium 2011-
1. OPENING 〜 シャンティ
2. 市場に行こう
3. やさしいキスの見つけ方
4. 「またね。」
5. Stay with me
6. キラキラ（未発売曲）
コニカミノルタプラネタリウム「満天」テーマソング
7. 朧月夜
8. 故郷
9. この道
10. うれしいこと（未発売曲）
NHK Eテレアニメ「はなかっぱ」2011年度エンディングテーマ
2012年3月28日に配信限定で発売された。
11. パピヨン 〜papillon〜
12. his rhythm
13. 簡単に言えたなら
14. C'est la vie!
15. Perseus -ペルセウス-
16. 雨の日には 雨の中を 風の日には 風の中を
17. YUME日和
18. SMILES

Bonus Contents：故郷 (MUSIC VIDEO)

### LIVE CD
CROSSOVER V -Premium meets Premium 2011-
1. OPENING 〜 シャンティ
2. 市場に行こう
3. やさしいキスの見つけ方
4. 「またね。」
5. Stay with me
6. 朧月夜
7. 故郷
8. この道
9. パピヨン 〜papillon〜
10. his rhythm
11. 簡単に言えたなら
12. C'est la vie!
13. Perseus -ペルセウス-
14. 雨の日には 雨の中を 風の日には 風の中を
15. YUME日和
16. SMILES

## 参考
- ディスコグラフィ - 公式ホームページ